# Ricardo Miravet Toutain
Ricardo Miravet Toutain (Córdoba (Argentina), 1930 - la Todolella, 2024) fou un organista, compositor, promotor cultural i polític valencià d'origen argentí. Va impulsar la restauració de l'orgue de la Església Arxiprestal de Santa Maria la Major de Morella i el castell de la Todolella, municipi del qual fou alcalde entre el 2015 i el 2019.

## Biografia
Procedent d'una família profundament arrelada en la cultura, l'art i la política, el seu avi fou violoncel·lista i l'àvia arpista solista del Liceu de Barcelona. Creix i es forma com a músic i reparador d'orgues al seu país de naixement. El que li permet recórrer el continent sud-americà i europeu. És considerat com un dels organistes i compositors més prestigiosos del món. Ha estat ambaixador de la UNESCO en els grups de treball per a l'estudi de la Música a Amèrica Llatina (1971).
L'any 1952 es trasllada a viure a París per seguir amb els seus estudis i poc després aconsegueix la plaça d'organista titular de La Sainte-Chapelle de Saint-Germain-l'Auxerrois. Als anys 60 arriba a la comarca valenciana del Ports i s'estableix a la Tolodella després d'adquirir i restaurar el castell medieval que presideix la vila. Abans de morir va fer donació de l'immoble a la Generalitat Valenciana.
S'implica en la dinamització cultural de la comarca i participa activament en la creació l'any 1982 del Festival Internacional de Música de Morella, que anys més tard va incorporar el nom de Ricardo Miravet al mateix nom del festival.
Com a restaurador d'orgues va recuperar el de l'església Santa Maria la Major de Morella l'any 1995 construït per Francesc Turull el 1724. Altres orgues restaurats per Miravet són els de Borriol (Plana Alta) i Mon-roig de Tastavins (Matarranya).
El 2015 fou elegit batlle de la Todolella pel Partit Socialista del País Valencià (PSPV-PSOE) esdevenint l'alcalde d'edat més avançada del País Valencià, municipi del qual en va ser declarat fill adoptiu el 1996.